# Фосфор (мінерал)
Фосфор — частина назви ряду мінералів.
Розрізняють:
- фосфоралюноген (різновид алюногену, в якому частина груп [SO4] заміщена (РО3ОН));
- фосфор білий (самородний фосфор, який зустрічається у метеоритах);
- фосфор Болонський (різновид бариту, який фосфоресціює; знайдений поблизу м. Болонья, Італія);
- фосфоргуміт, фосфорогуміт (колоїдна суміш урану та свинцю);
- фосфореслерит, фосфорреслерит (фосфат магнію MgH(PO4)·7H2O; зустрічається у Східних Альпах);
- фосформанган, фосфороманган (трипліт);
- фосформіметезит (міметезит фосфатистий);
- фосфороортит (нагателіт — складний силікат група ортиту; знайдений в пегматитах поблизу Нагатеїма, півострів Ното, о. Хонсю, Японія);
- фосфосидерит, фосфоросидерит, фосфорсидерит (кліноштренгіт, меташтренгіт — водний фосфат тривалентного заліза каркасної будови — Fe3+[PO4]·2H2O; знайдений у залізних рудах родовища Ейзерфельд та Крейцберг у ФРН та на Сардинії);
- фосфорохальцит (псевдомалахіт), фосфорохроміт (1. Варисцит залізистий. 2. Вокеленіт — фосфорхромат свинцю і міді острівної будови — Pb2Cu[OH|PO|CrO4]);
- фосфорураніліт (фосфоураніліт);
- фосфорхроміт (варисцит залізистий).